# شبيه الدجاج
شبيه الدجاج (الاسم العلمي: Gallinago)، جنس طير من الخواضات وفصيلة دجاج الأرض. يضم 17 نوعاً.